# Абдурисаг, Юсуф
Юсу́ф Абдуриса́г (араб. يوسف عبد الرزاق‎; род. 6 августа 1999, Катар) — катарский футболист сомалийского происхождения, игрок клуба «Аль-Садд» и сборной Катара. Чемпион Азии 2023 года.

## Игровая карьера

### Клубная карьера
Абдурисаг начал карьеру в клубе «Аль-Садд», за который дебютировал в Старс-лиге 28 ноября 2018 года в матче против клуба «Аль-Хор»; «Аль-Садд» выиграл матч со счётом 2:1.
В январе 2019 года на правах аренды перешёл в «Аль-Араби», в котором играл до августа 2020 года. Затем Абдурисаг вернулся в «Аль-Садд», с которым выиграл ряд национальных титулов, в том числе и два чемпионских титула.
В январе 2023 года на правах аренды перешёл в «Аль-Вакру».

### Карьера в сборной
В составе сборной Катара принимал участие на Золотом Кубке 2021 года и Золотом Кубке 2023 года; в 2021 году сборная Катара выступила успешно, заняв итоговое 3-4 место.
В составе сборной Катара принимал участие на Кубке Азии 2023 года, на котором сборная Катара во второй раз подряд стала чемпионом Азии.

## Достижения
«Аль-Садд»
- Чемпион Катара (2): 2020/2021, 2021/2022
- Обладатель Кубка Катара (1): 2021
- Обладатель Кубка эмира Катара (2): 2020, 2021
- Обладатель Кубка Q-лиги (1): 2020

Сборная Катара
- Обладатель Кубка Азии: 2023